# Themie Thomai

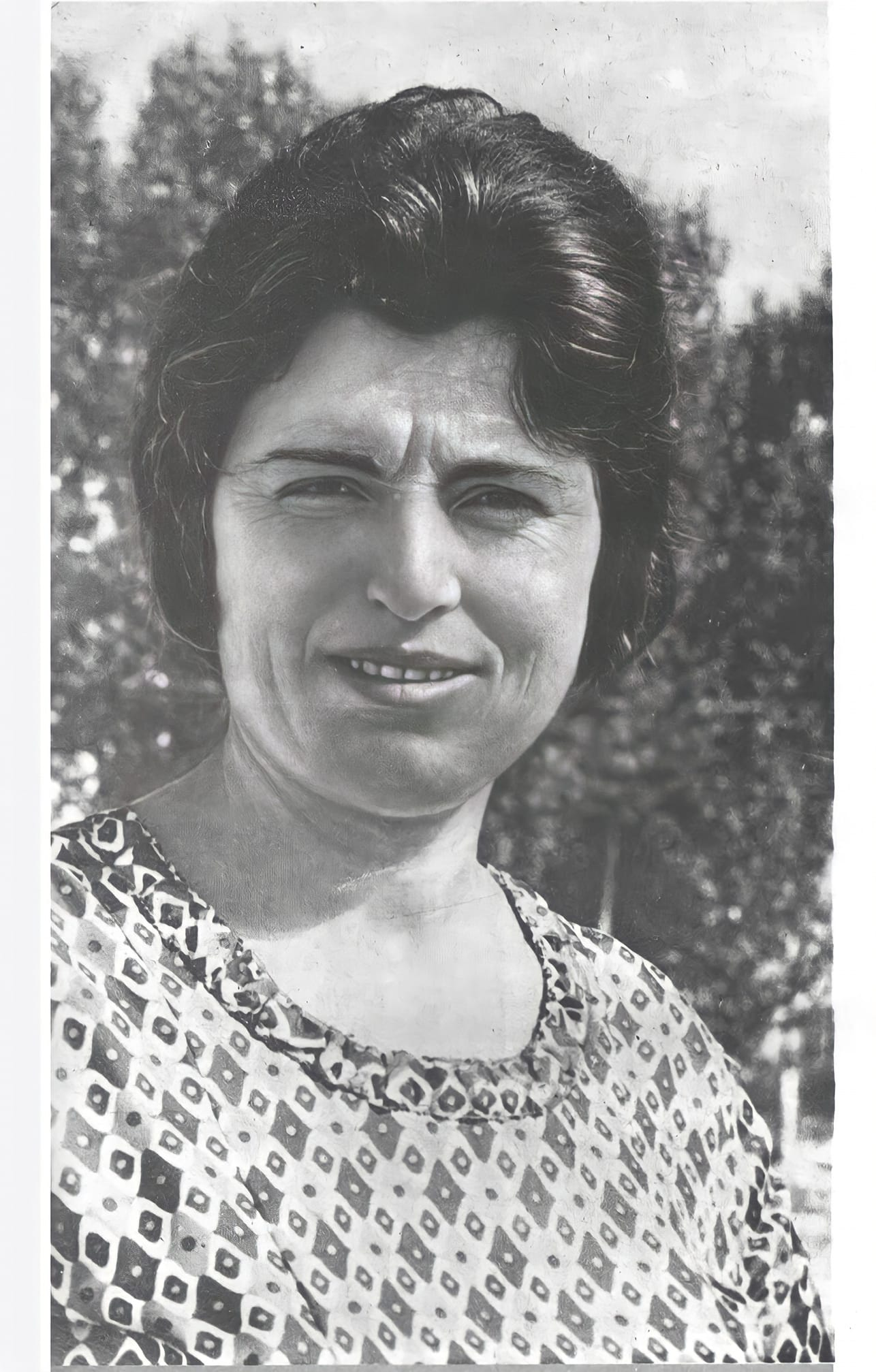
Themie Thomai

Themie Thomai (* 31. Oktober 1945 in Lushnja; † 19. Dezember 2020 in Tirana) war eine albanische Politikerin der Partei der Arbeit Albaniens, die unter anderem zwischen 1976 und 1989 Landwirtschaftsministerin war.

## Leben
Themie Thomai war zunächst als Landwirtschaftsarbeiterin tätig und absolvierte dann ein Studium der Agrarwissenschaften an der Landwirtschaftshochschule Tirana. Nach ihrer Graduierung arbeitete sie als Agrarökonomin, ehe sie 1972 Vorsitzender einer Landwirtschaftsgenossenschaft mit über 4000 Mitgliedern wurde.
Am 28. Oktober 1974 wurde Themie Thomai für die Partei der Arbeit Albaniens PPSh (Partia e Punës e Shqipërisë) erstmals zum Mitglied der Volksversammlung (Kuvendi Popullor) gewählt, der sie von der achten bis zum Ende der zwölften Legislaturperiode am 4. Februar 1992 angehörte.
Als Nachfolgerin von Pirro Dodbiba wurde sie am 29. April 1976 zur Landwirtschaftsministerin (Ministre e Bujqësisë) in die sechste Regierung von Ministerpräsident Mehmet Shehu berufen. Grund für Dodbibas Entlassung als Minister im April 1976 war „berufliches Versagen“ in der Umsetzung der parteilichen Produktionsziele in der Landwirtschaft. 1983 veröffentlichte sie ein Sieben-Punkte-Programm zur Intensivierung der Landwirtschaft mit dem Untertitel „Der ständige Hauptweg zur Entwicklung der landwirtschaftlichen Produktion“. Sie übte das Ministeramt bis zu ihrer Ablösung durch Pali Miska am 2. Februar 1989 aus. Nach ihrer Entlassung als Ministerin wurde sie im Februar 1989 Erste Sekretärin des Parteikomitees der PPSh im Kreis Lushnja. Zugleich war sie von 1979 bis 1984 Vizevorsitzende der Demokratischen Front (Fronti Demokratik), eine Massenorganisation zur Aufstellung der Kandidatenlisten für die Wahlen zur Volksversammlung.
Thomai verstarb im Dezember 2020 im Alter von 75 Jahren, nachdem sie sich mit SARS-CoV-2 infiziert hatte.